# Nieporęt
Nieporęt (deutsch: Neu-Tilbeck) ist ein Dorf sowie Sitz der gleichnamigen Landgemeinde im Powiat Legionowski der Woiwodschaft Masowien, Polen.

## Gemeinde
Zur Landgemeinde Nieporęt gehören folgende 15 Ortschaften mit einem Schulzenamt:
Aleksandrów
Beniaminów
Białobrzegi
Izabelin
Józefów
Kąty Węgierskie
Michałów-Grabina
Nieporęt
Rembelszczyzna
Rynia
Stanisławów Pierwszy
Stanisławów Drugi
Wola Aleksandra
Wólka Radzymińska
Zegrze Południowe
Weitere Orte der Gemeinde sind Białobrzegi (osada), Biele, Czarna Struga, Dąbkowizna, Kąty Węgierskie (osada), Kontrowers, Łysa Góra, Wólka Radzymińska (osada leśna) und Zegrze-Osada.

## Belege
1. ↑  Population. Size and Structure by Territorial Division. As of December 31, 2020. Główny Urząd Statystyczny (GUS) (PDF-Dateien; 0,72 MB), abgerufen am 12. Juni 2021.